# Бобслей на зимних Олимпийских играх 1984
Соревнования по бобслею на зимних Олимпийских играх 1984 года прошли с 10 по 18 февраля в Сараево. Югославия, в отличие от большинства стран-хозяев Олимпийских игр, не имела своей бобслейной истории и никогда не выставляла своих спортсменов-бобслеистов на крупнейших международных соревнованиях. Новая трасса была возведена на склоне горы Требевич к юго-востоку от Сараево, она состояла из тринадцати участков со средним градиентом в 10,2 % на высоте в 126 м, имела общую протяжённость 1300 м, что немного меньше по сравнению с другими олимпийскими трассами.
Были разыграны два комплекта наград, и большинство медалей достались доминирующей на соревнованиях сборной ГДР, которая заняла первые и вторые места в обоих зачётах. В программе двухместных экипажей прорыв сделала сборная СССР, выигранные здесь бронзовые медали стали первыми в истории советского бобслея. Сборная Швейцарии, успешно выступавшая на трёх предыдущих чемпионатах мира, взяла бронзу в зачёте четвёрок.
Впервые в олимпийских соревнованиях по бобслею приняли участие спортсмены из Китая, состоялось возвращение сборной Голландии, отсутствовавшей почти полвека. Эти Игры стали шестыми и последними для шведского бобслеиста Карла-Эрика Эрикссона, на момент старта состязаний ему было 53 года, и это самый возрастной спортсмен-олимпиец за всю историю бобслея.
После окончания Олимпийских игр на трассе в Сараево регулярно проводились заезды Кубка мира вплоть до 1991 года. Дальнейшая судьба этого бобслейного комплекса весьма трагична, в ходе Боснийского конфликта гора использовалась сербскими военными для расположения артиллерийских частей, здесь проходили боевые действия и к 1996 году от трассы остались лишь груды ржавеющего металла.

## Медали

### Общий зачёт
| Общее количество медалей |           |        |         |        |       |
| Место                    | Страна    | Золото | Серебро | Бронза | Всего |
| 1                        | ГДР       | 2      | 2       | 0      | 4     |
| 2                        | СССР      | 0      | 0       | 1      | 1     |
| 2                        | Швейцария | 0      | 0       | 1      | 1     |

### Медалисты
| Дисциплина       | Золото                                                                       | Серебро                                                            | Бронза                                                                         |
| Мужчины-двойки   | ГДР · Вольфганг Хоппе · Дитмар Шауэрхаммер                                   | ГДР · Бернхард Леман · Богдан Музиоль                              | СССР · Зинтис Экманис · Владимир Александров                                   |
| Мужчины-четвёрки | ГДР · Вольфганг Хоппе · Роланд Ветциг · Дитмар Шауэрхаммер · Андреас Кирхнер | ГДР · Бернхард Леман · Богдан Музиоль · Инго Фоге · Эберхард Вайзе | Швейцария · Сильвио Джобеллина · Хайнц Штетлер · Урс Зальцман · Рико Фрайермут |